# Marcia Alicia Fernández Piña
Marcia Alicia Fernández Piña (Guadalajara, 22 de septiembre de 1980) es una política que fue diputada local por el X Distrito Electoral Local de Quintana Roo en la XIV Legislatura del Honorable Congreso del Estado de Quintana Roo. Su hermana es Laura Lynn Fernández Piña actual diputada del Congreso de la Unión por el Distrito 4 de Quintana Roo y candidata a la gubernatura de Quintana Roo por la coalición Va por México.